# Марфа Дивеевская
Ма́рфа Диве́евская (в миру — Мария Семёновна Милюкова; 10 февраля 1810, деревня Погиблово, Нижегородская губерния — 21 августа 1829, Дивеевский монастырь) — схимонахиня, шесть из девятнадцати лет своей жизни провела в Дивеевской обители. Преподобный Серафим Саровский почитал её и говорил, что она начальница над дивеевскими сиротами в Царствии Небесном. Прославлена Архиерейским собором Русской православной церкви в 2004 году в лике преподобных.
Память совершается 21 августа (3 сентября), а также в Соборе Дивеевских святых и в Соборе Нижегородских святых.

## Биография

### Детство
Мария Семёновна Милюкова родилась 10 февраля 1810 года в семье крестьян деревни Погиблово Ардатовского уезда Нижегородской губернии. Деревня расположена недалеко от села Дивеево и в настоящее время носит название Малиновка.
Семья Милюковых вела праведную и богоугодную жизнь, была близка к старцу Серафиму Саровскому.
У Марии были старшие сестра Прасковья и брат Иван. По благословению преподобного Серафима старшая сестра Прасковья первой поступила в Дивеевскую общину и стала вести жизнь, оцениваемую, согласно критериям православной веры, как высокодуховную. Брат Иван часто ходил к батюшке Серафиму на работу, а после смерти супруги поступил в Саровскую пустынь монахом.

### Поступление в Дивеевскую Казанскую общину
21 ноября 1823 года на праздник Введения во храм Пресвятой Богородицы тринадцатилетняя Мария впервые пришла к батюшке Серафиму вместе с сестрой Прасковьей.
Старец, «провидя её избранным сосудом благодати Божией», не позволил ей возвратиться домой, приказав оставаться в Дивеевской общине при Казанской церкви.
Отроковица с ранних лет начала подвизаться, отличаясь строгостью жизни и суровостью подвига, превосходящего подвиги сестер общины.
Постоянно совершала молитву. Отвечала с кротостью и только на необходимые вопросы.
Была почти молчальницей. Старец Серафим посвящал её во все свои откровения, будущую славу обители и другие духовные тайны.

### Начало Мельничной общины
Вскоре после этого произошло новое явление Пресвятой Богородицы преподобному Серафиму с повелением создать рядом с Казанской общиной новую общину, девичью. Она и явилась началом обители, обещанной Богородицей матушке Александре.
Через две недели после явления Божией Матери, а именно 9 декабря 1825 года, Мария
вместе с одной сестрой пришли к преподобному Серафиму. Старец повёл их в дальнюю пустынь, взяв с собой восковые свечи, елей, сухари.
Придя туда и став перед висевшим на стене Распятием Спасителя, батюшка подал сёстрам по одной зажжённой свече каждой, велев стать Марии с правой стороны Распятия, а Прасковье Степановне — с левой. Сам стал посредине. Так они стояли дольше часа с горящими свечами, а старец Серафим всё это время молился.
Помолившись, он приложился к Распятию, велев сделать то же и сёстрам.
Это моление перед началом основания новой общины преподобный совершил с сёстрами, избранными Матерью Божией на особое служение Ей и обители.

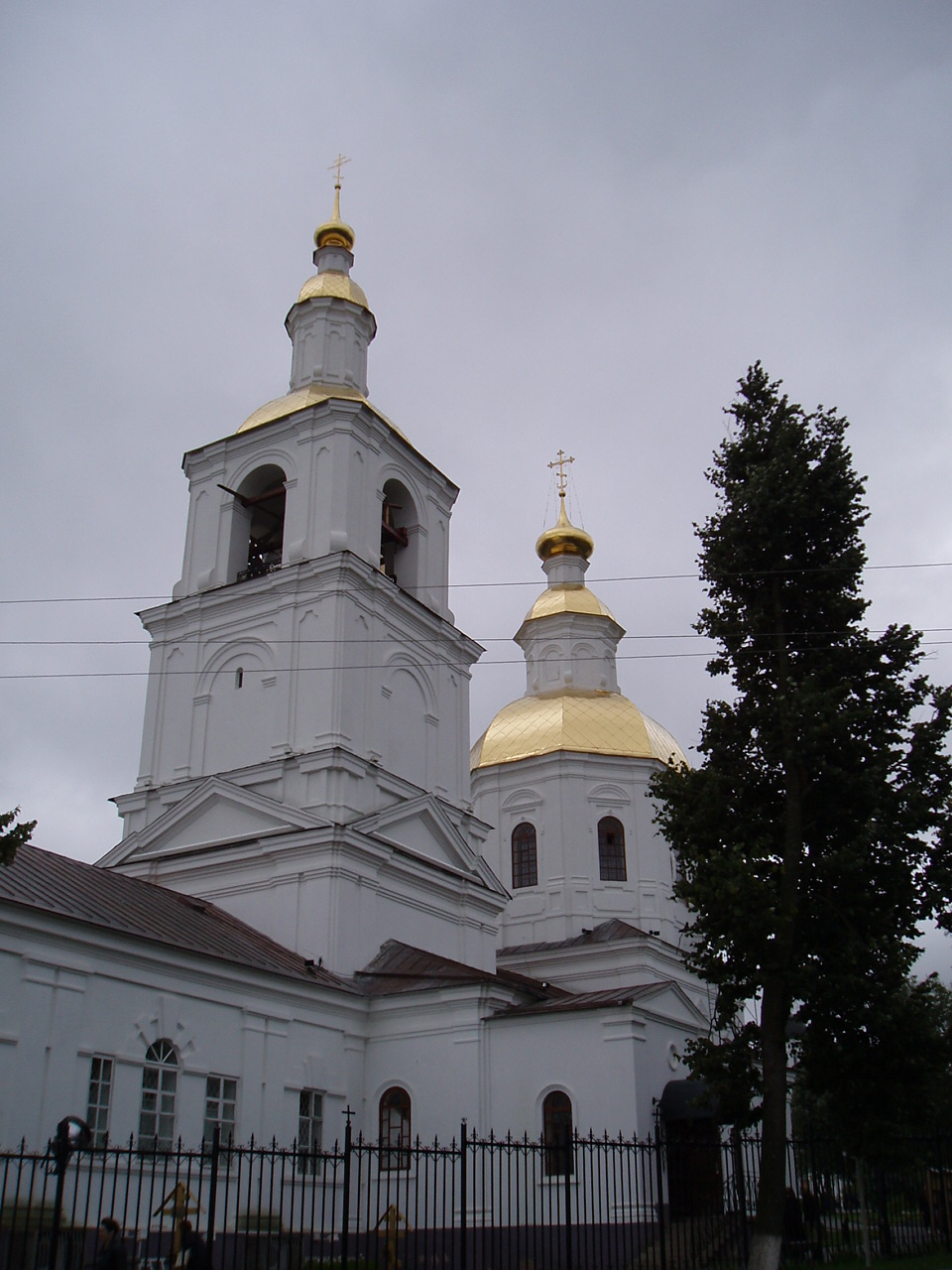
Церковь Рождества Христова. В основании — церковь Рождества Богородицы. Виден купол Казанской церкви

После этого ещё четыре года подвизалась Мария, помогая создавать новую общину.
Заготовляла столбы и лес для мельницы.
Эту мельницу благословила построить на месте основания новой общины Царица Небесная. Поэтому и новая девичья община получила название Мельничной. Носила камни для строительства церкви Рождества Пресвятой Богородицы. Молола муку и совершала другие послушания, всегда при этом храня сердечную молитву.
В последний год жизни Марии новой общине были пожертвованы три десятины земли. Как только сошёл снег, они были опаханы по одной борозде три раза и началось строительство Святой канавки с внутренним валом. Ко времени смерти Марии канавка уже была хорошо заметна.

### Окончание подвига
Мария прожила в обители всего шесть лет. Умерла 21 августа 1829 года в девятнадцатилетнем возрасте. Незадолго до кончины приняв схимнический постриг.
Отец Серафим так говорил об её кончине: «Когда в Дивееве строили церковь во имя Рождества Пресвятой Богородицы, то девушки сами носили камушки, кто по два, кто по три, а она-то, матушка, наберет пять или шесть камешков-то и с молитвой на устах, молча возносила свой горящий дух ко Господу! Скоро с больным животиком и преставилась Богу!».
Провидя духом её смерть батюшка Серафим жалел и плакал о ней, говоря соседу по келии отцу Павлу, что она сподобилась предстоянию у Престола Божия близ Царицы Небесной со святыми девами. И что он постриг её в схиму с именем Марфа.
Отец Серафим вызвал к себе церковницу сестру Ксению Васильевну Путкову, которая записывала разные имена для поминовения, и сказал ей поминать Марию как схимонахиню Марфу. Марфа была похоронена в гробу, собственноручно выдолбленном преподобным, в схиме и мантии и камилавке, которые он ей дал.
Мария Семёновна была высокого роста и привлекательной наружности. У неё были продолговатое, белое и свежее лицо, голубые глаза, густые, светлорусые брови и такие же волосы.

## Почитание и прославление
Почитание схимонахини Марфы началось ещё при жизни самого преподобного Серафима Саровского. Он сам почитал её и других учил. С тех пор преподобная Марфа, как и другие преподобные жены Дивеевские, почитается православными.
В праздник Воздвижения Честного и Животворящаго Креста Господня, 27 сентября 2000 года, состоялось обретение святых мощей первоначальницы схимонахини Александры, схимонахини Марфы и монахини Елены. Работы начались 26 сентября после Литургии и молебна в церкви Рождества Богородицы и литии на могилках. Когда начались раскопки, стало известно, что рано утром один из приезжих священников видел три столпа: два над могилками матушки Александры и Елены, а другой — правее могилки Марфы. Действительно оказалось, что Марфа была похоронена правее того места, где стоял крест.
22 декабря 2000 года преподобные жены — первоначальницы обители были прославлены в лике местночтимых святых Нижегородской епархии. Три дня перед прославлением в монастыре был особый распорядок жизни. Вечером в трех храмах служили заупокойные службы, утром — во всех храмах обители заупокойные Литургии, и почти непрерывно — панихиды в храме Рождества Христова о упокоении схимонахини Александры, схимонахини Марфы и монахини Елены. Главные торжества проходили в Троицком соборе, где поздняя литургия совершалась архиерейским чином в сослужении более 150 священнослужителей. На малом входе было прочитано Деяние о канонизации дивеевских подвижниц и митрополит Николай осенил народ иконой с мощами преподобных Александры, Марфы и Елены.
Вечером после службы мощи пронесли крестным ходом по Святой канавке с пением параклиса, а затем на два дня поставили для поклонения в Преображенском соборе.
24 декабря раки с мощами первоначальниц обители перенесли в предназначенный им преподобным Серафимом храм Рождества Богородицы.
6 октября 2004 года Архиерейский Собор Русской Православной Церкви вместе с двумя другими дивеевскими подвижницами, Александрой (Мельгуновой) и Еленой (Мантуровой), определил причислить к лику общецерковных святых преподобную Марфу.
В апреле 2008 года был установлен новый праздник — Собор Дивеевских святых. Среди других святых в этот день почитается память и Марфы Дивеевской.
В честь святых жен дивеевских Марфы, Елены и Александры 21 августа 2008 года владыкой Георгием был освящен придел в Казанской церкви. День обретения мощей — 26 августа — отмечается как совместный день памяти и престольный праздник в приделе освященном в их честь.